# Вибч
Вибч (пол. Wybcz) — село в Польщі, у гміні Луб'янка Торунського повіту Куявсько-Поморського воєводства.
Населення — 455 осіб (2011).
У 1975-1998 роках село належало до Торунського воєводства.

## Демографія
Демографічна структура станом на 31 березня 2011 року:
|          | Загалом | Допрацездатний вік | Працездатний вік | Постпрацездатний вік |
| -------- | ------- | ------------------ | ---------------- | -------------------- |
| Чоловіки | 219     | 51                 | 146              | 22                   |
| Жінки    | 236     | 60                 | 132              | 44                   |
| Разом    | 455     | 111                | 278              | 66                   |